# تثبيط الذاكرة
في علم النفس، يُعرف تثبيط الذاكرة أو الكبح الذاكري بأنه القدرة على عدم تذكُّر المعلومات غير ذات الصلة. ينبغي عدم الخلط بين المفهوم العلمي للكبح الذاكري والاستخدامات اليومية لكلمة «كبح». من الناحية العلمية، يعد الكبح الذاكري نوعًا من التثبيط المعرفي، الذي يمثل إيقاف أو تجاوز عملية ذهنية ما - كليًا أو جزئيًا - سواءً كان ذلك بقصد أو دون قصد.
يُعد الكبح الذاكري عنصرًا أساسيًا في نظام الذاكرة الفعّال. ورغم أن بعض الذكريات تبقى مدى الحياة، فإن معظمها يُنسى مع الزمن. وفقًا لعلماء النفس التطوريين، فإن النسيان آلية تكيُّفية تعزز انتقائية الاسترجاع السريع والفعّال للمعلومات. على سبيل المثال، عندما يحاول شخص تذكُّر مكان ركن سيارته، لن يرغب في استحضار كل الأماكن التي ركن فيها سيارته طوال حياته. لذلك، فإن تذكُّر أي شيء يتطلب ليس فقط تنشيط المعلومات ذات الصلة، بل أيضًا كبح المعلومات غير الضرورية.
توجد العديد من الظواهر الذاكرية التي يبدو أنها تتضمن عمليات كبح، على الرغم من الجدل الدائر حول التمييز بين التداخل والكبح.

## التاريخ
في بدايات علم النفس، كان مفهوم الكبح شائعًا ومؤثرًا (مثل أعمال بريس 1899، وبيلزبوري 1908، وفونت 1902). طبّق هؤلاء العلماء مفهوم الكبح (والتداخل) على النظريات المبكرة حول التعلُّم والنسيان. في عام 1894، أجرى العالمان الألمانيان مولر وشومان دراسات تجريبية أظهرت كيف أن تعلُّم قائمة ثانية من العناصر يتداخل مع تذكُّر القائمة الأولى. واستنادًا إلى هذه التجارب، أكد مولر أن عملية الانتباه تعتمد أساسًا على التسهيل. بينما قدَّم فونت (1902) تفسيرًا مختلفًا، زاعمًا أن الانتباه الانتقائي يتحقق من خلال الكبح الفعّال للمعلومات غير المُستهدفة، وأن التركيز على أحد المحفزات المتزامنة يتطلب كبحَ المحفزات الأخرى. جمع عالم النفس الأمريكي والتر بيلزبوري بين حجج مولر وفونت، مدعيًا أن الانتباه يُسهِّل المعلومات المرغوبة ويُكبح المعلومات غير المرغوب فيها.
في مواجهة هيمنة المدرسة السلوكية من أواخر عشرينيات القرن العشرين حتى خمسينياته، ومرورًا ببدايات تطور علم النفس المعرفي في أواخر خمسينيات القرن وبداية ستينياته، اختفى مفهوم الكبح إلى حد كبير كإطار نظري. عوضًا عن ذلك، هيمنت نظرية التداخل الكلاسيكية على أبحاث الذاكرة حتى عام 1960 تقريبًا. لكن بحلول مطلع سبعينيات القرن العشرين، بدأت هذه النظرية في التراجع بسبب اعتمادها على النظريات الترابطية، وعجزها عن تفسير وقائع التداخل أو كيفية تطبيقه على الحياة اليومية، وظهور دراسات جديدة ناقشت مفاهيم الكبح الاستباقي والرجعي.
منذ منتصف ثمانينيات القرن العشرين، شهد الاهتمام بفهم دور الكبح في الإدراك تجدُّدًا ملحوظًا. تشير الأبحاث في مجالات نفسية متنوعة - تشمل الانتباه، والإدراك، والتعلُّم والذاكرة، واللغويات النفسية، والتطور المعرفي، والشيخوخة، وصعوبات التعلُّم، وعلم النفس العصبي - إلى أن مقاومة التداخل (التي تعكس القدرة على الكبح) تُشكِّل جزءًا مهمًا من العملية المعرفية.
أشار باحثون حديثًا إلى أن قرن آمون يلعب دورًا في تنظيم الذكريات التنافسية وغير المرغوب بها، وكشفت دراسات التصوير بالرنين المغناطيسي الوظيفي (fMRI) عن نشاط الحُصَين أثناء عمليات الكبح.

## البحوث التجريبية

### تأثير التلميح الجزئي للمجموعة
اكتُشف «تأثير التلميح الجزئي للمجموعة» لأول مرة على يد عالم النفس سلاميكا (1968)، الذي وجد أن تقديم جزء من العناصر المطلوب تذكُّرها كتلميحات أثناء الاختبار غالبًا ما يُعيق استرجاع العناصر المتبقية غير المُلمَّح لها، مقارنةً بالأداء (في حالة التحكم) دون تلميحات أو ما يسمى (الاسترجاع الحر). يبدو هذا التأثير مثيرًا للاهتمام لأن التلميحات يُفترض عادةً أن تعزز الاسترجاع (كما في أعمال تولفينج وبيرلستون، 1966). يُعد هنري إل. رويدجر الثالث أحد أبرز الباحثين في مجال أبحاث الكبح القائم على الاسترجاع، حيث كان من أوائل علماء النفس الذين اقترحوا فكرة أن استرجاع عنصر ما يُقلِّل من إمكانية الوصول اللاحقة إلى العناصر الأخرى المخزنة. يُلاحَظ أن إدراك تأثير التلميح الجزئي للمجموعة يُخفِّض من حدته، بحيث أن إعادة تعلُّم جزء من مجموعة ارتباطات مُتعلَّمة سابقًا يمكنه تعزيز استدعاء الارتباطات غير المُعاد تعلُّمها.

### نموذج هاشر وزاكس للكبح في الشيخوخة
بدأ استخدام مفهوم الكبح لتفسير عمليات الذاكرة مع أعمال هاشر وزاكس (1988)، التي ركَّزت على التكاليف المعرفية المرتبطة بالتقدُّم في العمر وسد الفجوة بين الانتباه والذاكرة. وجد الباحثان أن البالغين الأكبر سنًّا يُظهِرون ضعفًا في المهام التي تتطلب كبحَ المعلومات غير ذات الصلة في الذاكرة العاملة، وقد تؤدي هذه الاضطرابات إلى مشكلات في سياقات متنوعة.

### النسيان المحرض باسترجاع الذكريات
يقترح نموذج أندرسون وسبيلمان للنسيان المحرض باسترجاع الذكريات أن العناصر المتنافسة أثناء عملية الاسترجاع تخضع لعملية كبح تهدف إلى تثبيط تلك العناصر المتنافسة. على سبيل المثال، فإن استرجاع معنى فعلي لكلمة ما (مثل المعنى الفعلي لكلمة (sock) «لَكَمَ») يميل إلى كبح المعنى الأساسي لتلك الكلمة (مثل المعنى الاسمي لكلمة (sock) «جَورَب»). في عام 1995، أجرى أندرسون وسبيلمان دراسةً من ثلاث مراحل باستخدام نموذجهم الخاص بالنسيان الناجم عن الاسترجاع، بهدف إثبات أن عملية الإلغاء التعلُّمي هي شكل من أشكال الكبح.
- مرحلة الدراسة: يدرس المشاركون قائمة من ثنائيات الفئة-المثال، حيث تنتمي بعض الأمثلة إلى فئات دلالية أخرى بالإضافة إلى الفئة المُرتبطة بها صراحةً (مثال: «الطعام-البسكويت»، «الطعام-الفراولة»، «الأحمر-الطماطم»، «الأحمر-الدم»).
- مرحلة التدرب على الاسترجاع: يُطلب من المشاركين تدريب أنفسهم على تذكُّر بعض الأمثلة باستخدام إشارة الفئة (مثال: «الأحمر-د__»).
- مرحلة الاختبار: يُطلب من المشاركين محاولة استدعاء الأمثلة باستخدام إشارة الفئة لكل منها (مثال: «الطعام-بس__»، «الطعام-فر__»، «الأحمر-ط__»، «الأحمر-د__»).

لاحظ أندرسون وسبيلمان أن العناصر التي تشترك في علاقة دلالية مع المعلومات المُتدَرَّب عليها كانت أقل قابلية للاسترجاع. باستخدام المثال السابق، كان استدعاء العناصر المرتبطة بالمعلومات المُتدَرَّب عليها -مثل الطماطم والفراولة- أقل مقارنةً باستدعاء البسكويت، على الرغم من أن الفراولة تنتمي إلى زوج مختلف. تشير هذه النتيجة إلى أن التنافس الترابطي الناتج عن إشارة الفئة الصريحة ليس العامل الوحيد المؤثر في صعوبة الاسترجاع. افترض الباحثان أن الدماغ يُثبِّط السمات غير المُتدَرَّب عليها، وهذا يفسر سبب انخفاض معدل استدعاء العناصر المشابهة للطماطم (حتى لو لم تكن من نفس الزوج) مثل الفراولة.

## الأدلة المضادة
انتُقدت فكرة أن الأفراد قادرون على كبح الذكريات بشكل فعَّال من قبل العديد من الباحثين. شكك ماكلويد (2003) في مفهوم الكبح في السيطرة الإدراكية، مُجادلًا بأن الكبح قد يُعزى إلى «حل التعارض»، وهو العملية المُعرَّضة للخطأ التي تنطوي على الاختيار بين قيمتين متشابهتين لا ترتبطان بالضرورة بنفس الزوج. لنعيد النظر في الأزواج السابقة: «طعام-بسكويت (Food-Cracker)»، و«طعام-فراولة (Food-Strawberry)»، و«أحمر-طماطم (Red-Tomato)»، و«أحمر-دم (Red-Blood)».
تشير نظريات كبح الذاكرة إلى أن استدعاء كلمة «فراولة (Strawberry)» يقلُّ عندما يقلُّ استدعاء كلمة «طماطم (Tomato)»، وذلك لأن خصائص الطماطم تُصبح مكبوتة عند تعلُّم زوج «أحمر-دم (Red-Blood)». يجادل ماكلويد أن الكبح لا يحدث هنا، بل إن السبب هو الخلط بين أزواج الكلمات المتشابهة مثل «طعام-طماطم (Food-Tomato)» و«أحمر-فراولة (Red-Strawberry)» الذي قد يؤدي إلى أخطاء. هذا يختلف عن فكرة كبح خصائص الطماطم نفسها. ويوضح ماكلويد: «في معظم الحالات التي قُدِّمت فيها آليات كابحة لشرح الأداء الإدراكي، يمكن لآليات غير كابحة أن تحقق الهدف ذاته» (ص 203).